# Hypothes.is
Hypothes.is es un proyecto de software de código abierto cuyo objetivo es reunir los comentarios realizados en cualquier contenido accesible en la web, filtrarlos y evaluar la credibilidad de cada comentario. 
Se ha presentado como «una capa de revisión por pares para Internet», más concretamente, dada a sus características, como una forma de revisión por pares abierta.

## Concepto
El proyecto establece un sistema para anotar páginas web, utilizando los comentarios hechos por individuos y un sistema de reputación para valorar los comentarios. El objetivo es que los comentarios puedan ser almacenados en Internet Archive. El sistema se puede utilizar mediante la instalación de una extensión de navegador o mediante un marcador tipo bookmarklet, permitiendo acceder a los subrayados y comentarios hechos por la comunidad sobre cualquier espacio en la web.

## Personas
El proyecto está dirigido por Dan Whaley, cofundador de GetThere, uno de los primeros sistemas de reserva en línea de viajes que comenzó a operar  en 1995. Entre sus consejeros están John Perry Barlow, Charles Bazerman, Philip Bourne y Brewster Kahle.

## Proyecto
Como proyecto de Kickstarter logró reunir $100,000 para financiar un prototipo el 13 de noviembre de 2011. El proyecto está organizado como una organización sin ánimo de lucro. Ha recibido apoyo financiero de la Fundación Shuttleworth, la Fundación Alfred P. Sloan, la Fundación Leona M. y Harry B. Helmsley, la Fundación Knight y la Fundación Andrew W. Mellon.
En diciembre de 2015, Hypothes.is fue miembro fundador de una coalición de editores, plataformas, bibliotecas, y organizaciones de tecnología académicas para crear una capa de anotación abierta e interoperable sobre su contenido.
En agosto de 2022, tras señalar que el hecho de ser una organización sin ánimo de lucro limitaba a la empresa a subvenciones y donaciones, y dado que varias de las principales fuentes de financiación de las que dependía ya no estaban disponibles, crearon «Annotation Unlimited, PBC» (Anno). Anno es una corporación de beneficio público para albergar la misión de Hypothes.is, creada para permitir la inversión. Atrajo 14 millones de dólares, incluidos 2,5 millones del proveedor de JSTOR.